# Dubí hora
Dubí hora (někdy také Dubská hora, Dubín, Chotejčina, německy Eicht Berg, Eichberg) je protáhlý, částečně zalesněný vrch v Českém středohoří, asi čtyři kilometry severovýchodně od Úštěku v okrese Litoměřice v Ústeckém kraji. Na severozápadním úbočí Dubí hory na katastrálním území Konojedy u Úštěka se na ploše 0,0896 ha nachází národní přírodní památka Dubí hora, která je v péči AOPK ČR, regionálního pracoviště Správa Chráněné krajinné oblasti České středohoří.

## Předmět ochrany
Národní přírodní památkou, zvanou někdy také Konojedské bochníky, je stěna starého lomu u východního okraje vesnice Konojedy.

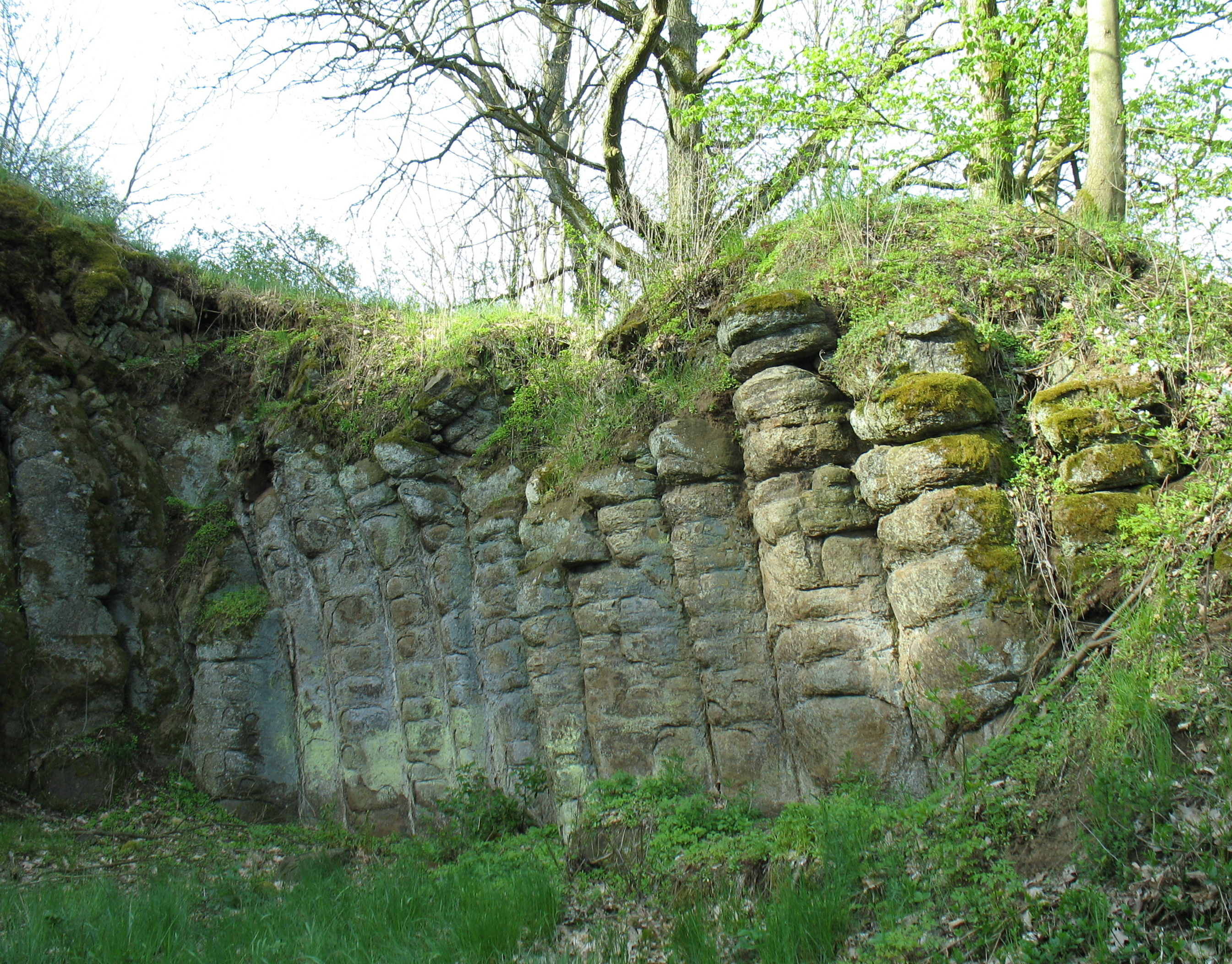
Konojedské bochníky

Stěnový lom byl založen v lávovém proudu analcimického tefritu Dubí hory, přičemž odkryvem odhalená část je blízká čelu někdejšího lávového proudu, a proto ve srovnání s většinou ostatních neovulkanitů Českého středohoří je poznamenaná nižším stupněm eroze.
V bývalém lomu opuštěném po roce 1945, byla vyhláškou ONV Litoměřice z 21. října 1966 vyhlášena ochrana lokality s výskytem tzv. bochníkovitého rozpadu čediče na geologickém podloží analcimického tefritu. Sloupce tefritu v lomové stěně jsou vysoké až osm metrů a silné přibližně osmdesát, výjimečně až sto centimetrů. Sloupce jsou prohnuté do oblouku, druhotně příčně rozpukané a modelované působením srážkové vody, což ve výsledku vytváří dojem na sebe naskládaných bochníků chleba.
Neobvyklost těchto Konojedských bochníků je ještě zvýrazněna u některých skupin sloupců zahnutím a zúžením jejich vrchních částí, což je v případě českých neovulkanitů ojedinělý jev. Ohnutí sloupců bylo způsobeno morfologií terénu, na který se lávový proud vylil. Tato hákovitá forma tefritových sloupů odpovídá směru proudění magmatu a jeho rychlejšímu tuhnutí při povrchu výlevu.
Ze silně nebo kriticky ohrožených druhů živočichů se na lokalitě vyskytují zmije obecná (Vipera berus), slepýš křehký (Anguis fragilis), ještěrka obecná (Lacerta agilis) a některé ohrožené druhy drabčíků.

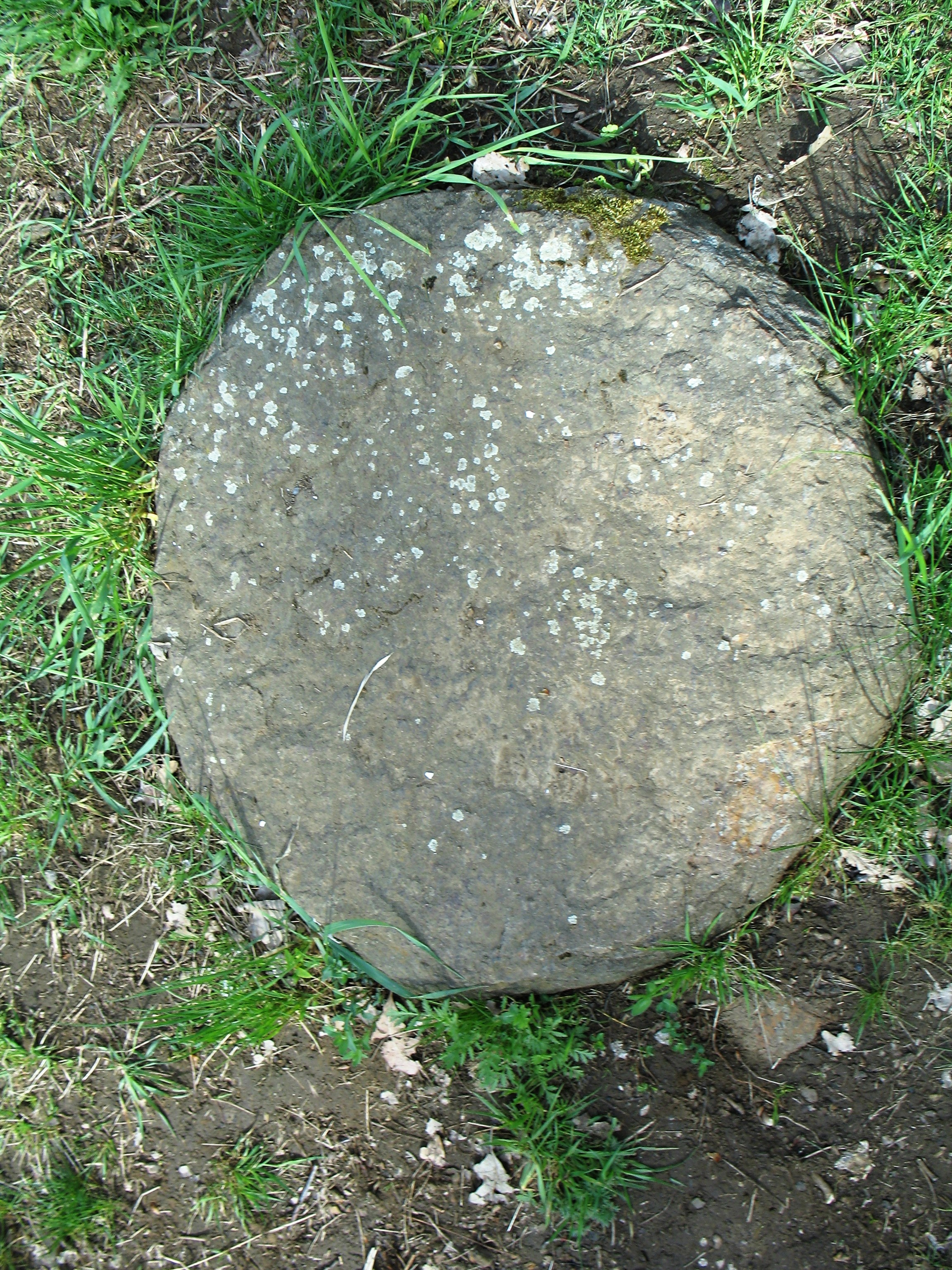
Jeden z kamenných bochníků o průměru cca 75 cm, ležící na dně lomu

## Vrcholy hory a kamenolom
Masív Dubí hory tvořený sklovitým tefritem je protažen v délce asi dvou kilometrů od severozápadu k jihovýchodu. Hora má dva vrcholy. Jižně od vyššího jižního vrcholu (446 m n. m.) se nachází rozsáhlý, dosud činný kamenolom. Z bloků vytěžené horniny se vyrábí štípaná a řezaná dlažba, která byla podle německého pojmenování hory dříve nazývána eichtberské desky. Kopec ani chráněné území nejsou zpřístupněny žádnou turisticky značenou trasou, ale k národní přírodní památce vede polní cesta z Konojed.